# Overheard
Overheard (竊聽風雲, Sit ting fung wan) è un film del 2009, scritto e diretto da Felix Chong e Alan Mak.

## Distribuzione
Il film è stato distribuito in Italia a partire dal 29 Agosto 2013, senza passare per le sale cinematografiche, direttamente in home video per conto della CG Entertainment, in collaborazione con la Tucker Film e il Far East Film Festival.

## Riconoscimenti
- 2010 - Hong Kong Film Awards
  - Miglior montaggio a Chan Chi-wai e Kwong Chi-Leung
  - Nomination Miglior attore a Sean Lau e Alex Fong
  - Nomination Miglior regia a Felix Chong e Alan Mak
  - Nomination Miglior sceneggiatura a Felix Chong e Alan Mak
- 2010 - Asian Film Awards
  - Nomination Miglior montaggio a Chan Chi-wai e Kwong Chi-Leung
- 2010 - Chinese Film Media Awards
  - Miglior sceneggiatura a Felix Chong e Alan Mak
  - Nomination Miglior regia a Felix Chong e Alan Mak
- 2010 - Hong Kong Film Critics Society Awards
  - Miglior regia a Felix Chong e Alan Mak
  - Nomination Miglior attore a Louis Koo
  - Nomination Miglior attore a Sean Lau
  - Nomination Miglior sceneggiatura a Felix Chong e Alan Mak